# Valentines Mansion
Valentines Mansion è una residenza di campagna situata dentro il Valentines Park a Ilford, Redbridge. È un edificio classificato come monumento di grado II appartenente alla lista degli edifici di interesse pubblico ed è stato sulla lista degli edifici a rischio fino al 2009 quando è stato sottoposto a una massiccia ristrutturazione finanziata dalla Heritage Lottery Fund e dal borgo londinese Redbridge. Il palazzo è situato in un giardino all'italiana del XVIII secolo, anch'esso classificato Grado II come rilevanza storica da Historic England.

## Storia
La Valentines Mansion è stata costruita nel 1696 per Lady Tillotson, la vedova di John Tillotson, arcivescovo di Canterbury. Per vent'anni, fino al 1780 circa, è stata la dimora di Sir Charles Raymond e della sua famiglia. Sir Raymond ebbe notevoli interessi nella East India Company come armatore e più tardi divenne un banchiere. La villa è rimasta una casa di famiglia fino a quando Sarah Ingleby, il suo ultimo occupante, morì il 3 gennaio 1906. Nel 1912 la villa divenne di proprietà del Comune del borgo di Ilford e fu usata come ufficio comunale fino al 1994. Ai giorni nostri la magione appartiene al London Borough of Redbridge ed è gestita da Vision (Redbridge Culture and Leisure) Ltd, un trust di beneficenza locale, per conto del Comune.

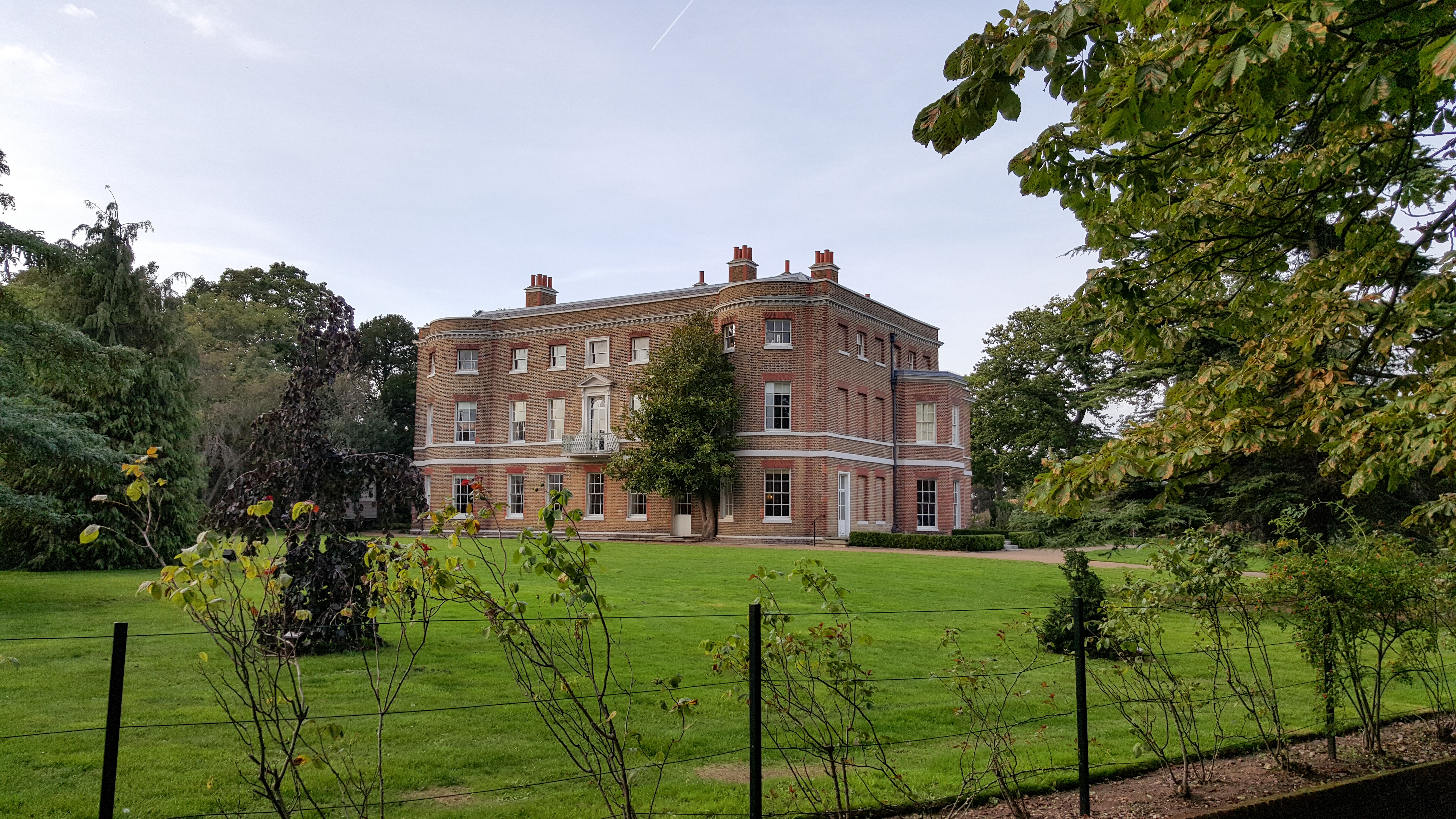
Valentines Mansion vista da dietro